# Josep Maria Jujol
Josep Maria Jujol i Gibert (Tarragona, 16 settembre 1879 – Barcellona, 1º maggio 1949) è stato un architetto modernista spagnolo, di origine catalana.

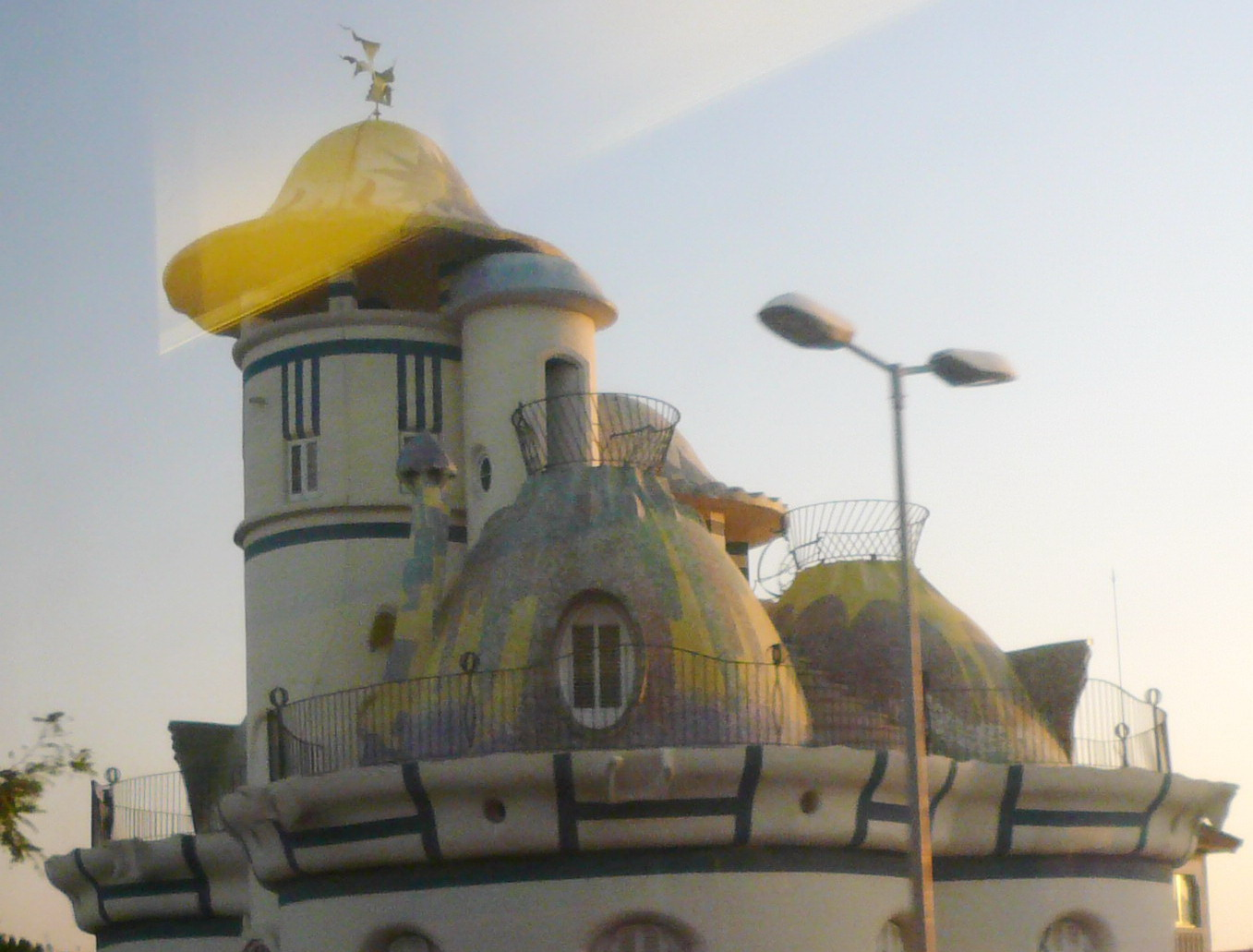
Cupola della Torre de la Creu a Sant Joan Despí.

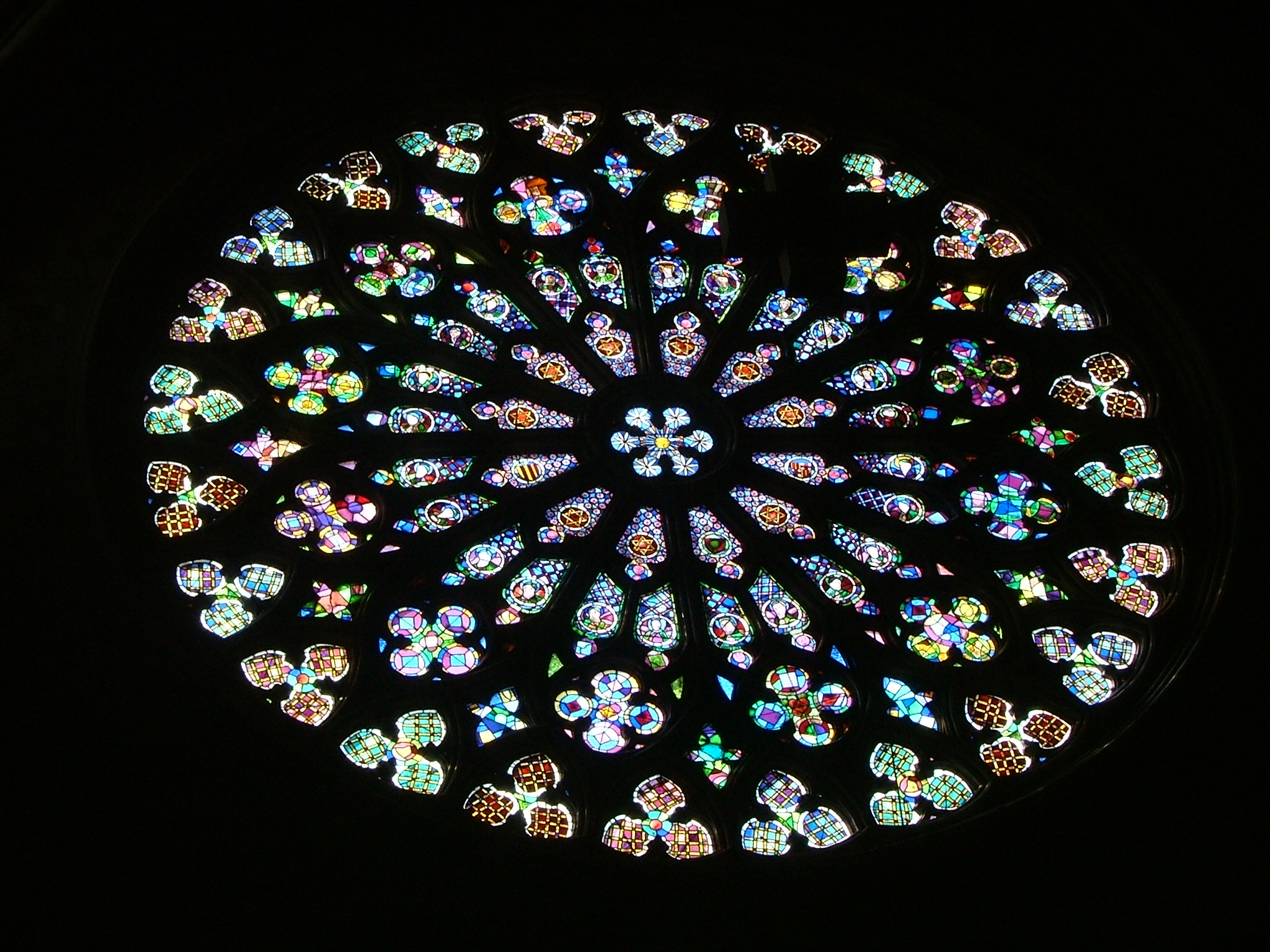
Rosone della chiesa di Santa Maria del Pi.

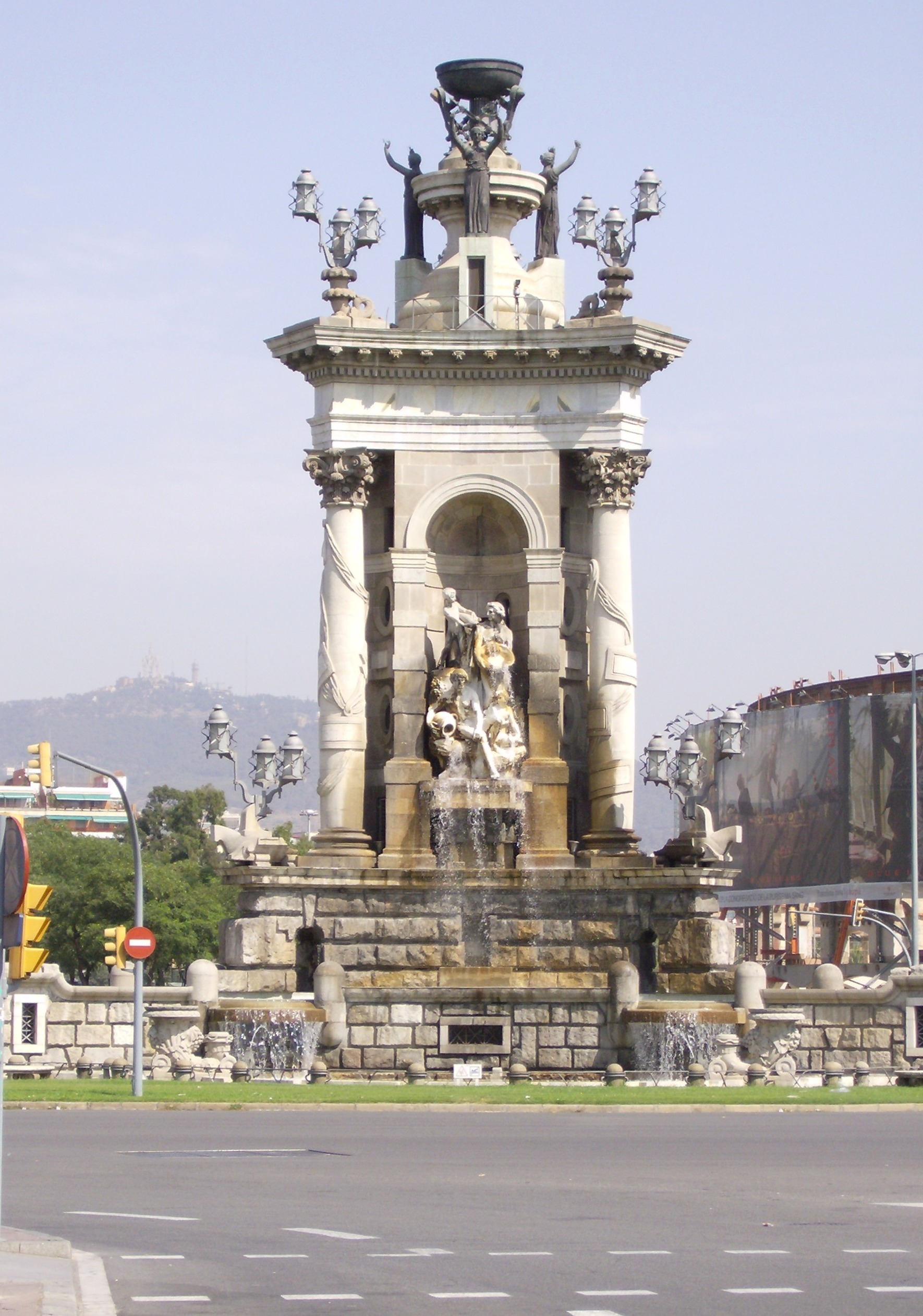
Fontana di Plaça d'Espanya.

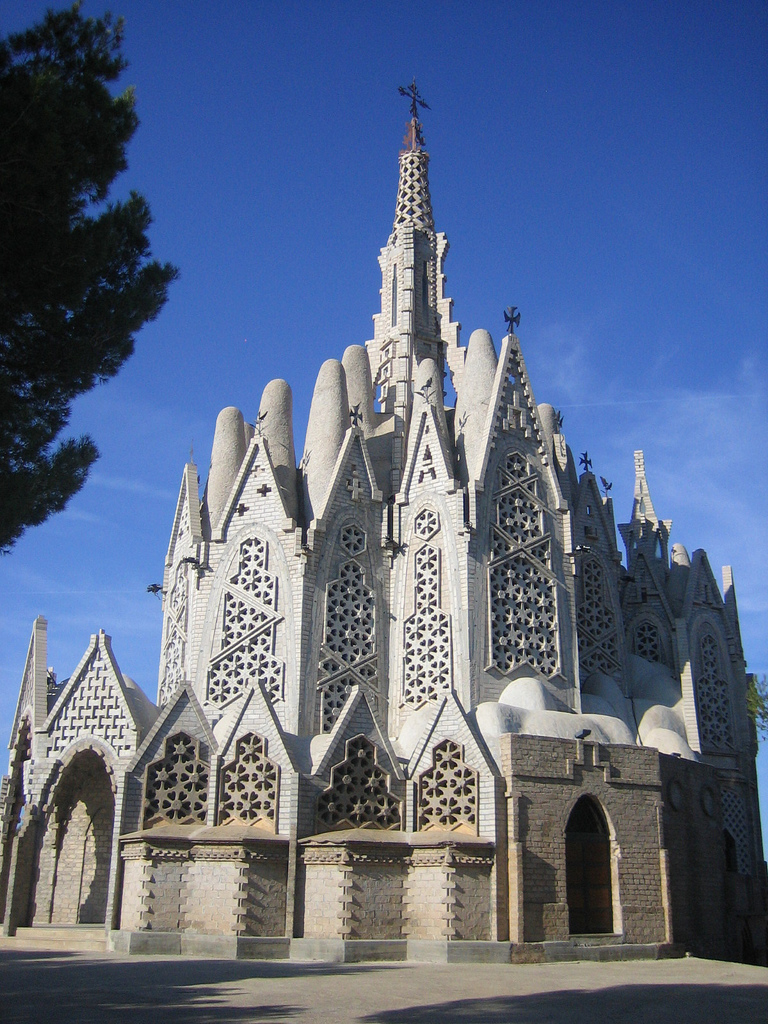
Santuario della Madre di Dio di Montserrat a Montferri.

Fu stretto collaboratore di Antoni Gaudí, la cui fama ha spesso offuscato il suo valore artistico espresso in opere architettoniche con forte impronta personale e ricche di elementi anticipatori.
Caratteristiche della sua produzione sono una elevata sensibilità per le forme della natura, l'interesse per il dettaglio artigianale e il riciclo creativo di materiali di recupero che ebbe la sua massima espressione con la tecnica del trencadís.
Il suo lavoro esprime una profonda religiosità e il suo affetto per il paesaggio rurale della campagna di Tarragona.

## Biografia
Nato nel 1879 a Tarragona, dopo il periodo della formazione influenzato da Lluís Domènech i Montaner nel contesto del modernismo catalano, ed il tirocinio con gli architetti Antoni Maria Gallissà e Josep Font i Gumà e dopo aver ottenuto il titolo di architetto, diventa per alcuni anni a partire dal 1906, stretto collaboratore di Gaudí partecipando ai cantieri della Casa Milà, della Casa Batlló, del Parco Güell e della Sagrada Família, in particolare eseguendo decorazioni ceramiche e pittoriche, tanto da far scrivere che i migliori effetti cromatici delle opere gaudiane dipendano da Jujol.
Inizia in seguito un'attività professionale autonoma, caratterizzata da una committenza di provincia e da lavori in tono minore, molti dei quali a Sant Joan Despí (Baix Llobregat) dove nel 1926 diventò architetto comunale. Comunque anche gli incarichi relativi a trasformazioni o ristrutturazioni sono svolti da Jujol con grande ed artigianale attenzione ai dettagli, all'uso innovativo delle tecnologie tradizionali ed alle preesistenze, intervenendo con "frammenti" di grande qualità progettuale come nella Casa Bofarull nella quale interviene con una torre ed una galleria.
In seguito Jujol ottiene committenze in un ambito territoriale più ampio, come Casa Planells (1923-1924) a Barcellona, dove si stabilisce nel 1927. Realizza anche edifici religiosi, intorno a Tarragona, chiaramente ispirati a Gaudí nell'uso degli archi catenari, ma originali nella conformazione degli spazi e negli innovativi materiali: la chiesa di Vistabella e l'incompiuto santuario della Vergine di Montserrat a Montferri realizzato con blocchi in cemento prefabbricati a piè d'opera.
Contemporaneamente all'attività professionale, seguì la carriera accademica e nel 1909 venne nominato professore assistente nella ETSAB (Escuela Técnica Superior de Arquitectura de Barcelona) ed apprezzato professore di ruolo nel 1913. Nel 1924 insegnò presso la Escola del Treball.
Nella sua opera condivide con Gaudí la comune ispirazione da forme naturali, vegetali e zoomorfe (come nella Torre de la Creu) espressa però con una sensibilità personale che spesso definisce le forme coloristicamente e mediante una ricca decorazione per la quale è stato usato l'aggettivo di "surrealista".
Tipico di Jujol è l'uso delle decorazioni a graffito ottenuto graffiando uno strato di stucco colorato, mettendo in luce aree del sottostante strato colorato in altra tonalità, come nella facciata della Casa Negre, istoriata di motivi mariani che manifestano il suo spirito profondamente religioso.

## Principali opere
- Barcellona
  - Casa Planells (1923-1924)
  - Rosone della Chiesa di Santa Maria del Pi
  - Font màgica de Montjuïc
- Sant Joan Despí
  - Torre de la Creu (1913-1916)
  - Casa Negre (1914-1930)
  - Torre Serra-Xaus
- Tarragona
  - Casa Bofarull (1914)
  - chiesa di Vistabella
- Montferri
  - santuario Mare de Deu de Montserrat (1925-1930).